# U-535
 U-535  — немецкая подводная лодка типа IXC/40, времён Второй мировой войны. 
Заказ на постройку субмарины был отдан 10 апреля 1941 года. Лодка была заложена на верфи судостроительной компании «Дойче Верфт АГ» в Гамбурге 6 марта 1942 года под строительным номером 353, спущена на воду 8 октября 1942 года, 23 декабря 1942 года под командованием капитан-лейтенанта Гельмута Эллеменрайха вошла в состав учебной 4-й флотилии. 1 июня 1943 года вошла в состав 2-й флотилии. Лодка совершила 2 боевых похода, успехов не достигла. 20 ноября 1943 года лодка была потоплена у берегов Испании к северо-востоку от мыса Финистере, в районе с координатами 43°38′ с. ш. 09°13′ з. д. глубинными бомбами с британского самолёта типа «Либерейтор». Все 55 членов экипажа погибли. 